# Philip Kearny

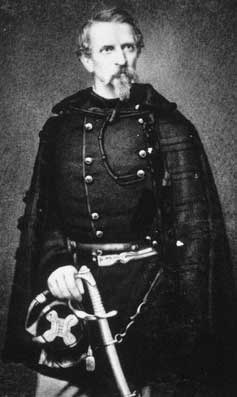
Philip Kearny

Philip Kearny (* 2. Juni 1815 in New York City; † 1. September 1862 in Chantilly, Virginia) war während des Sezessionskrieges ein amerikanischer Generalmajor der Unionsarmee der Nordstaaten.

## Leben

### Jugend
Philip Kearny wurde 1815 auf Manhattan Island als Sohn von Robert Kearny (1783–1832) und der Anne Livingston Reade (1783–1822) geboren. Phil hatte früh den Wunsch zum Militär zu gehen, aber sein Vater und sein Großvater drängten ihn dazu, ein Jurastudium zu absolvieren. Kearny graduierte 1833 an der Columbia University und trat in die Anwaltskanzlei von Peter Augustus Jay in New York City ein. Nach dem frühen Tod seines Vaters am 14. März 1832 erbte er ein großes Vermögen und wurde einer der reichsten Männer Amerikas. Sein Großvater starb 1836 im Alter von 87 Jahren und hinterließ den 22-jährigen Enkel als eigenständiger Millionär zusätzliches Vermögen. Kearny verfolgte jetzt seinen Wunsch Militär zu werden und suchte die Unterstützung seines Onkels, Lieutenant Colonel Stephen Watts Kearny, sowie des noch angeseheneren Generals Winfield Scott, den er während seiner Schulzeit beeindruckt hatte.

### Frühe Militärkarriere
Als Secondeleutnant meldete sich Kearny am 10. Juni 1837 bei seinem Onkel in Fort Leavenworth und diente die nächsten zwei Jahre im 1. Dragoner-Regiment, welche Siedler und Pioniere in Kansas beschützen, die nach Westen strebten. Kearnys frühe Kameraden konnten nie verstehen, warum jemand mit seinem Reichtum und Hintergrund sich freiwillig für die Strapazen des Armeelebens entschied, doch genossen sie die Vorteile, mit ihm zu dienen, da er oft seinen eigenen Mittel einsetzte, um sicherzustellen, dass seine Einheit gut ausgerüstet war. Nach einigen Jahren im Feld wurde er als Adjutant dem Kommandanten des Militärbezirks, Brigadegeneral Henry Atkinson, zugeteilt. Die attraktive Schwägerin des Bezirkskommandanten – Diana Bullitt – erregte seine Aufmerksamkeit, die beiden wurden schnell ein Paar, doch der folgende Auslandseinsatz unterbrach die Romanze.
1839 ging er mit zwei anderen Offizieren nach Frankreich, um an der Königlichen Kavallerieschule in Saumur Militärtaktik zu studieren. Nach kurzer sechsmonatigem Studium ging er als ehrenamtlicher Adjutant des Herzogs von Orleans nach Algier um das 1. Chasseurs d’Afrique im Feldzug gegen Abd-el-Kader zu begleiten. Als er frisch aus Algier in den aktiven Dienst nach Amerika zurückkehrte, bat er um einen Feldeinsatz im Westen, wurde aber stattdessen als Adjutant zu General Alexander Macomb nach Washington geschickt. Philip Kearny heiratete am 24. Juni 1841 dann in einer aufwendigen Zeremonie Diana Bullitt (* 13. Juni 1819 in Louisville, Jefferson; † 20. Mai 1906 in Cape May) die Ehe verlief aber nicht lange glücklich. Kearny wurde wieder nach Fort Leavenworth geschickt und begleitete 1844–1846 eine Expedition durch den South Pass. Kearny fand diese Pflicht genauso wenig erfüllend wie die vorherigen Aufgaben in Washington. Nicht einmal die Geburt seines ersten Sohnes im Jahr 1845 konnte seine Stimmung heben oder die größer werdende Kluft zu seiner Frau Diana heilen. 1846 beschloss er, aus der Armee auszuscheiden und nach New York City zu übersiedeln.
Als aber der mexikanische Krieg ausbrach, zog er seinen Rücktritt zurück und rekrutierte in Springfield eine Reiterkompanie, rüstete sie hervorragend aus und operierte zunächst entlang des Rio Grande und schloss sich später General Scott beim Vormarsch nach Mexiko an. Kearny wurde im Dezember 1846 zum Kapitän befördert und zeichnete sich in den Schlacht bei Contreras und Churubusco aus. In der Schlussphase letzterer Schlacht, als sich die Mexikaner in die Hauptstadt zurückzogen, folgte ihnen Captain Kearny an der Spitze seiner Dragoner in die Stadt. Sein linker Arm wurde dabei schwer verwundet und musste amputiert werden, die Beförderung zum Major wurde ihm zuerkannt. General Scott bezeichnete General Kearny als „den tapfersten Mann, den ich je gekannt habe, und den perfektesten Soldaten“. Kearny verbrachte die nächsten sechs Monate zu Hause in New York und diente die nächsten drei Jahre als Rekrutierungschef der Stadt. Kearny lernte, mit nur einem Arm zu funktionieren, gleichzeitig eskalierten die Probleme mit seiner Frau. Nicht einmal die Geburt einer weiteren Tochter konnte das ständige Gezänk zwischen den Eheleuten beenden. Schließlich verließ ihn Diana, ziemlich genau zwei Jahre nach seiner Verwundung in Mexiko, nach nur acht Jahren Ehe hatte sie genug. Er setzte seine Rekrutierungspflichten weiter fort und war schließlich in der Lage, wieder ein Pferd zu reiten. Schließlich erhielt er im Juli 1851 den Befehl, sich wieder seinem alten Kommando, dem 1. Dragonerregiment in Kalifornien anzuschließen. Kearny marschierte mit seinen Männern nach Oregon und schlug die Krieger des Rouge-River-Stamm in die Flucht und konnte die Feindseligkeiten zu beenden. Es war nie einfach mit ihm umzugehen, er war seinen Vorgesetzten gegenüber zunehmend feindselig geworden und stellte offen ihr Urteil und ihre Qualifikationen in Frage. Schließlich trat Kearny trat im Oktober 1851 von seinem Amt zurück.
Kearnys Militärkarriere war zwar vorbei, aber er war reich und für den Ruhestand zu jung. Er begann sich sofort auf eine Welttournee, die schließlich in Paris gipfelte, wo er sich bereits ein Jahrzehnt zuvor amüsiert hatte. Dort traf er auf die junge, zwanzigjährige, verlobte Landsmännin namens Agnes Maxwell, Tochter des Zollbeamten aus New York City. Kearny vergaß seine erste Frau und seine vier Kinder, auch Agnes vergaß ihren Ehemann und beide begannen, offen in Paris zusammenzuleben. Seine Frau Diana lehnte wütend sein Scheidungsansuchen ab, als er sie 1854 besuchte. Bis 1855 hatten Agnes und Kearny New York verlassen, um sich in der neuen Villa Bellegrove im heutigen Kearny niederzulassen. Sie waren hierher gekommen, um den missbilligenden Zungen der New Yorker Gesellschaft zu entkommen. Bellegrove lag nur eine kurze Strecke und auf der anderen Seite des Flusses vom alten Herrenhaus seiner Familie in Newark entfernt. 1858 gab Diana schließlich seinen Scheidungsforderungen nach. 1859 reiste er erneut nach Frankreich und meldete sich dort freiwillig zum Feldzug gegen Österreich. Er kam zur kaiserlichen Garde und kämpfte auch bei Solferino. Er stand dort bei der Kavallerie unter General Louis-Michel Morris, bei einem Angriff durchbrach diese Einheit das österreichische Zentrum und eroberte eine Wichtige Stellung. Dafür verlieh ihm Napoleon III. als ersten Amerikaner den Orden der Ehrenlegion.

### Im Bürgerkrieg

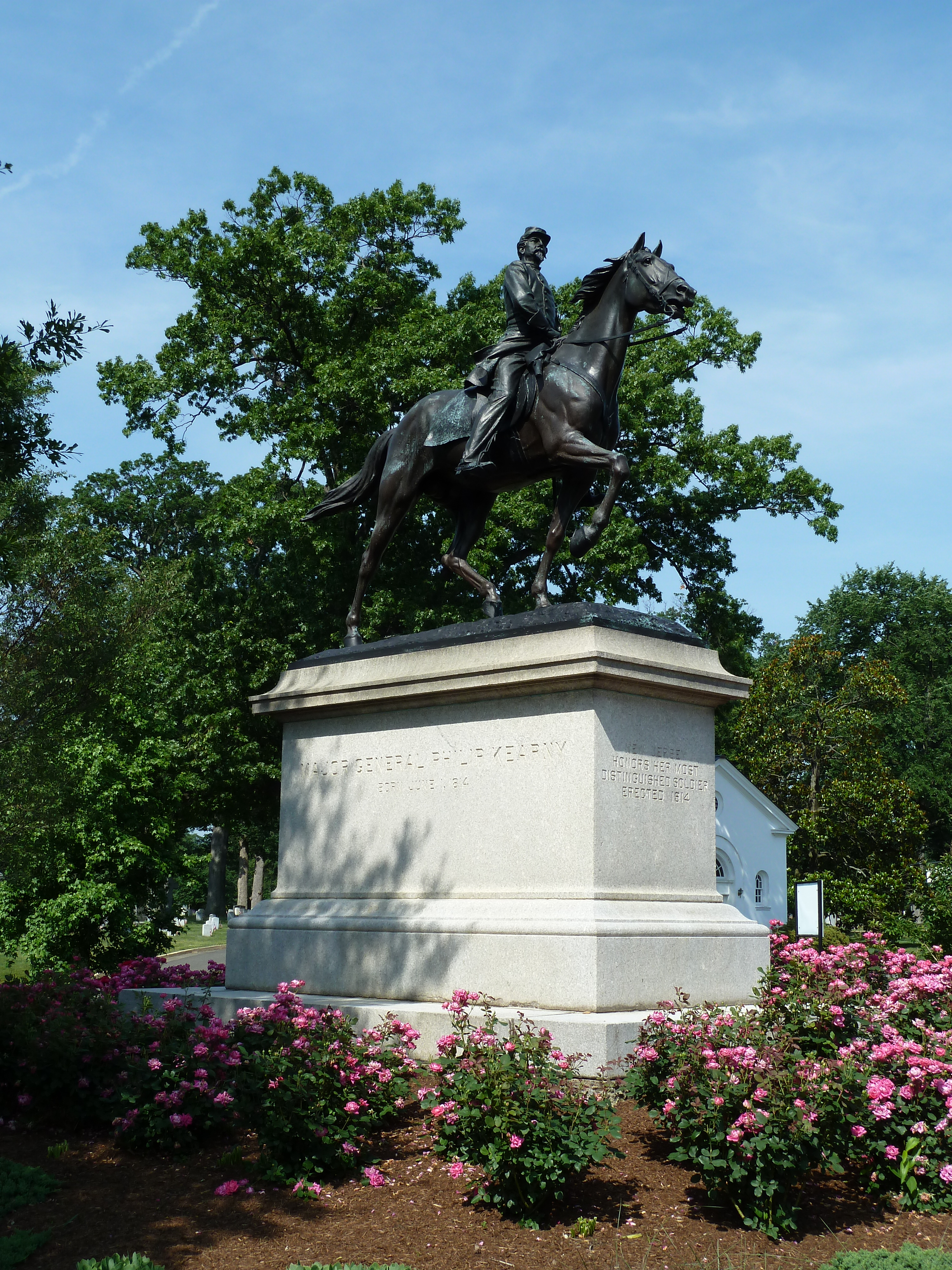
Denkmal für den General Kearny auf dem Friedhof Arlington

Er blieb bis 1861 in Paris, als ihn der Ausbruch des US-Bürgerkriegs dazu veranlasste, nach Hause zurückzukehren, um der Union seine Dienste anzubieten. Als klar wurde, dass er wegen seiner Behinderung kein Kommando in der Armee erhalten würde, versuchte er, als einfacher Soldat beizutreten, wurde aber wegen seiner Gebrechlichkeit abgelehnt. Auf intensives Drängen übertrug ihn die Administration von New Jersey im Juli 1861 das Kommando über die in der Nähe von Alexandria  stationierte New Jersey Brigade. Er fand seine neue Brigade kaum ausgebildet und begann sofort mit ständigem Training und Marschübungen. Er achtete immer auf seine Männer und sorgte dafür, dass sie angemessen ernährt und ausgerüstet wurden, selbst wenn es auf seine eigenen Kosten erfolgen musste. Anschließend erhielt er von Präsident Lincoln mit Rang vom 17. Mai 1861 den Rang als Brigadegeneral der Freiwilligen bestätigt und wurde beauftragt, die Erste New Jersey-Brigade in der Division des General William B. Franklin zu befehligen. General Kearny nahm an der Schlacht von Williamsburg (5. Mai 1862) teil, wo seine Truppen um 14:30 Uhr ankamen, um die Division von General Hooker zu verstärken, der den verlorenen Boden zurückgewann und die Niederlage noch in einen Sieg verwandelte. Seine Brigade kämpfte dann mit der Potomac-Army in der Schlacht auf der Halbinsel, vom Rapidan bis Warrenton. Er erhielt im Mai 1862 das Kommando über eine Division und erhielt am 4. Juli den Rang eines Generalmajor der Freiwilligen, der ihn jedoch nie erreichte. In der zweiten Schlacht von Bull Run (28.–30. August 1862) hatte er das Kommando am rechten Flügel und drängte Jacksons Korps auf die Linien von General Longstreet zurück.
Am 1. September 1862 während einer Erkundung auf dem Schlachtfeld von Chantilly, war Kearny versehentlich in die konföderierten Linien vorgedrungen und wurde beim Versuch zu entkommen, in den Rücken geschossen und getötet. General Kearny organisierte eine Verstärkungsaktion für General Isaac Ingalls Stevens, der am selben Tag ebenfalls getötet wurde. Seine sterblichen Überreste wurden von General Lee unter einer Waffenstillstandsflagge an General Hooker geschickt. Kearnys Leiche wurde dann zur Einbalsamierung nach Washington und dann zu seinem Haus, Bellegrove transportiert. Am 8. September 1862 wurde Kearny letztmals zur Ehrung vorgeführt, zuerst in Newark und dann in Jersey City. Er wurde dann mit der Fähre nach New York City gebracht und nach dem Gottesdienst in der Familiengruft der Trinity Church beigesetzt. 1912 wurde sein Leichnam auf den Arlington National Cemetery überführt, wo ein aufwändiges Denkmal errichtet wurde.